# Schloss Ittelhofen

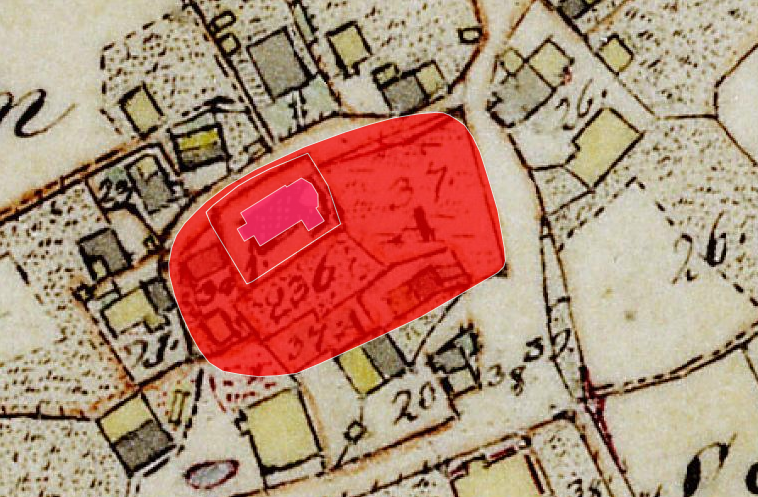
Lageplan von Schloss Ittelhofen auf dem Urkataster von Bayern

Das abgegangene Schloss Ittelhofen war ein Schlösschen im Ort Ittelhofen der oberpfälzischen Gemeinde Seubersdorf in der Oberpfalz im Landkreis Neumarkt in der Oberpfalz in Bayern.

## Geschichte
Obwohl der einstige Hofmarksitz wohl älter zu sein scheint, wurde erstmals 1205 ein Rudger von Utilhoven erwähnt. Die Ittelhofen, wie sie bereits 1326 in einer Urkunde des Amtes Holnstein genannt wurden, gelangten durch Verwandtschaft mit dem bekannten Adelsgeschlecht der Schweppermann auch in den Besitz der Herrschaft Deining. Zu Zeiten der Reformation in Pfalz-Neuburg waren die Ittelhofen nicht gewillt, den lutherischen Glauben annehmen, und wanderten deshalb nach Österreich aus. 1480 kaufte der Mathematiker, Geograf und Astronom Peter Apian das Schloss Ittelhofen. Nach dem Tod Peter Apians gelangte das Schloss in den Besitz Philipp Apians und später an die Notthafft. 1783 erwarben die Grafen von Holnstein das Schloss und ließen es noch im selben Jahr abbrechen.

## Schloss Ittelhofen einst und jetzt
Vom einstigen dreistöckigen Schloss haben sich keine Ansichten erhalten, so ist nicht belegt, wie das Schloss genau aussah. Außer der ehemaligen Schlosskirche St. Jakobus, die 1730/1731 durch die von Grünsteins erbaut wurde, hat sich nur ein Kellergewölbe erhalten. Die Stelle ist als Bodendenkmal unter der Nummer D-3-6835-0065 und Beschreibung Archäologische Befunde des abgegangenen Schlosses von Ittelhofen, zuvor mittelalterliche Burg in die Denkmalliste von Seubersdorf eingeschrieben. Die jetzige Filialkirche St. Jakobus in Ittelhofen existiert als Baudenkmal.